# XLR konektor

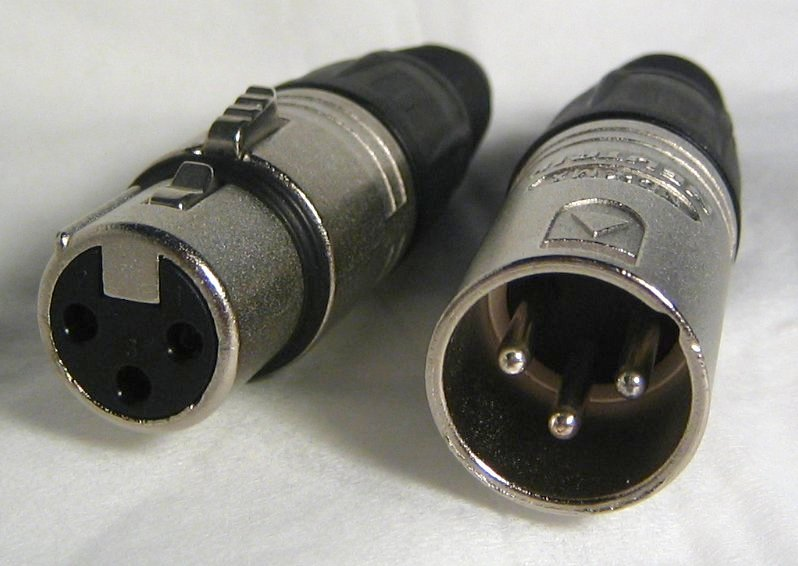
XLR3 konektor, vlevo samice a vpravo samec

XLR je rodina kruhových konektorů využívaná v profesionální hudební produkci a osvětlování. Konektory XLR existují v různých provedeních a má je ve svém výrobním sortimentu mnoho výrobců. Slangově jsou často zvány „cannon“ podle vynálezce Jamese H. Cannona.

## Historie
Konektor XLR vznikl postupnou evolucí řady „X“ vyvíjenou společností Cannon (tvůrce konektorů D-sub, nyní ITT Inc.) v polovině dvacátého století. V roce 1950 byl původní kruhový design vybaven západkou, která zajišťovala pevné připojení, čímž vznikl konektor „XL“(X-Latch). Finální evoluce pak přišla v roce 1955, kdy byly samičí porty ukryty pod vrstvou neoprenu, a tak vznikl konektor XLR.
Později adaptovali specifikace stanovené Cannonem i jiní výrobci, mezi nimi Switchcraft a Neutrik. Tyto společnosti konektory postupně zlepšovaly a vyvíjely nové varianty.
V roce 1975 byla konstrukce a použití konektorů XLR pevně definována Mezinárodní elektrotechnickou komisí normou IEC 61076-2-103, a v roce 1992 standardem AES14 od spolku AES. 

## Konstrukce
Konektory jsou většinou osazeny 3–7 piny, existují však i výjimky – například Neutrik nabízí až desítipinové konektory a existují i pouze dvoupinové konektory pro nesymetrický signál.
XLR konektory jsou navrženy tak, aby při připojování navázal první kontakt stínicí pin, a až poté piny se signálem. Díky tomuto designu je možné připojovat a odpojovat kabely bez ruchů, které zachycuje například audio jack.
Svou robustností a spolehlivostí předčí jiné konektory, například RJ-45, a tak jsou jasnou volbou u dočasných instalací a v živé produkci.
Pro větší flexibilitu jsou často XLR porty (např. na zvukových kartách) kombinovány s 1/4'' audio jackem.

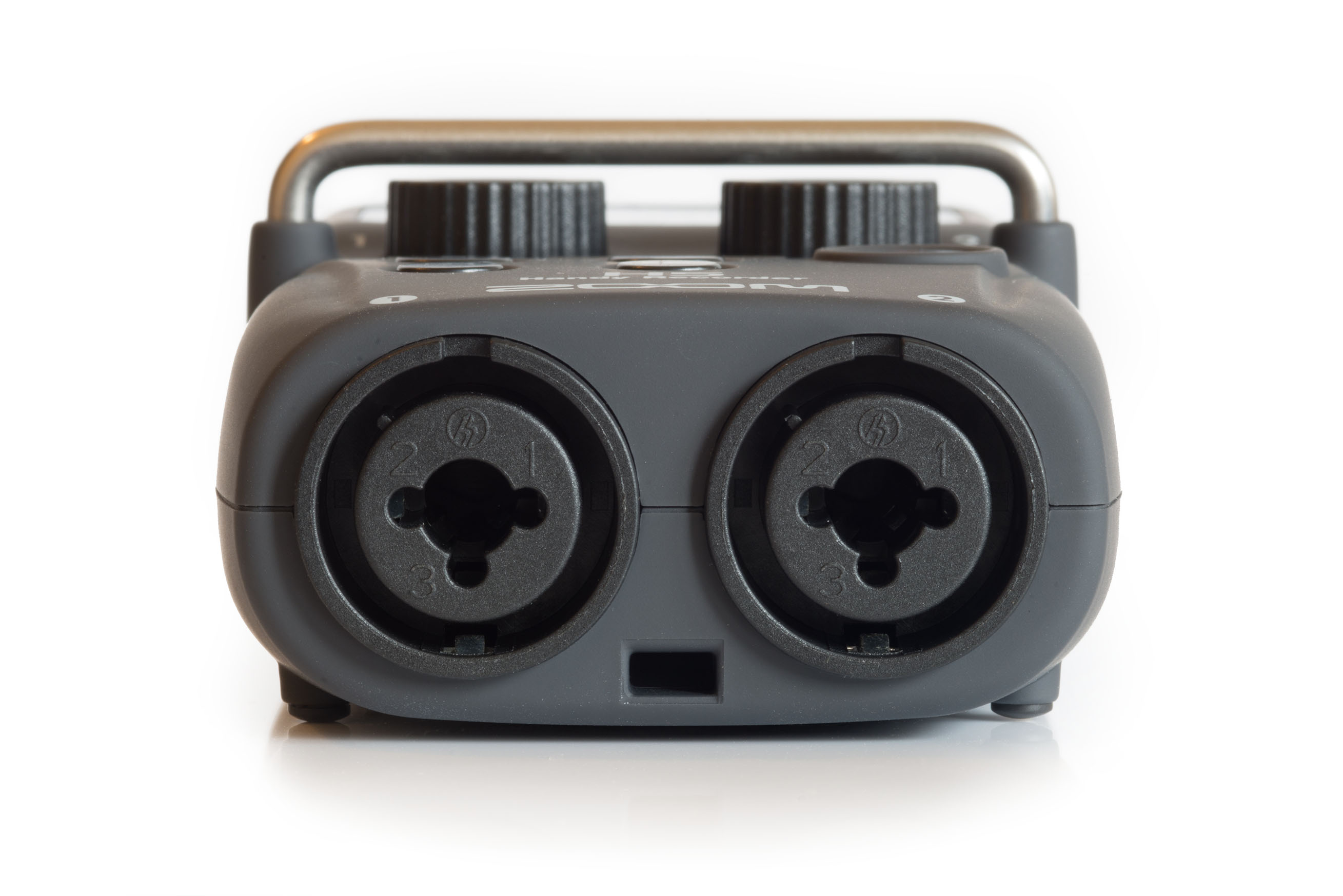
XLR3/TRS porty na Zoom H5 rekordéru

## Použití

### XLR3
Třípinový konektor XLR3 je standardem pro profesionální zvuková spojení, a to především při symetrickém vedení signálu. Je rovněž hojně využíván při zapojování světelných okruhů ovládaných standardem DMX512, avšak toto využití je nesprávné a může způsobit poškození světel či nesprávné fungování protokolu.

###### Využití pinů XLR3 při symetrickém vedení signálu
(podle standardu AES14, tzv. "pin-2-hot")
| Pin | Funkce                                          |
| --- | ----------------------------------------------- |
| 1   | Zem (stínění)                                   |
| 2   | Normální polarita signálu („hot“, Signal +)     |
| 3   | Invertovaná polarita signálu („cold“, Signal −) |

Podobně i další zapojeníː
|                                |          |          |                                 |
| Použití                        | Pin 1    | Pin 2    | Pin 3                           |
| Symetrické                     | Zem      | Signal + | Signal −                        |
| Asymetrické                    | Zem      | Signal + | Přemostěn k Pinu 1              |
| Reproduktory                   | Signal − | Signal + | Nezapojen (často)               |
| Digitální vedení podle AES/EBU | Zem      | Signal + | Signal −                        |
| Vedení DMX                     | Zem      | Signal − | Signal +                        |
| Napájení                       | Zem      | +12 V    | Nezapojen (často) Datové řízení |

### XLR5
Pro správné použití DMX512 se využívá pětipinový konektor XLR5, který navíc přidává sekundární datový okruh. XLR s pěti piny se také používá pro symetrické vedení stereo signálu (levý-hot, levý-cold, pravý-hot, pravý-cold a stínění).

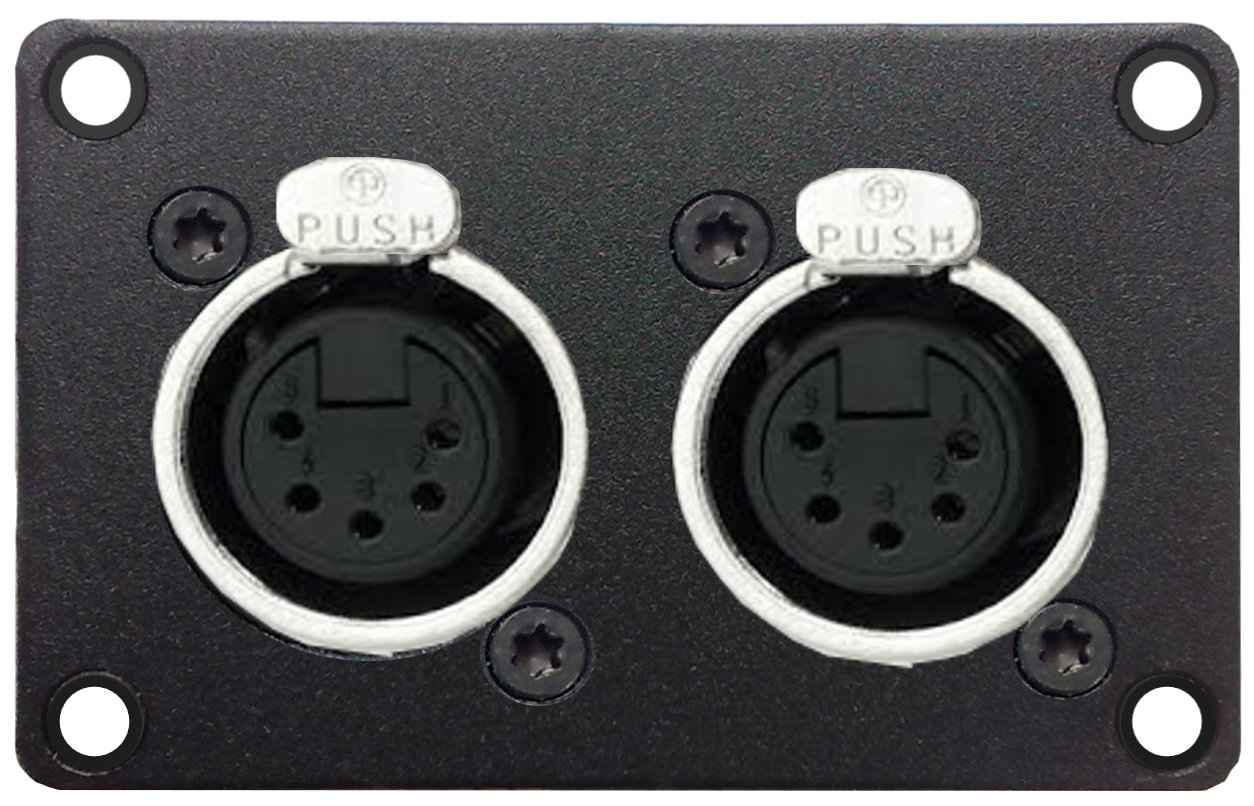
Porty XLR5

Ostatní velikosti portů (XLR4, XLR6, XLR7) jsou využívány pro připojení většího množství kanálů, například připojení stereo headsetu s mikrofonem pomocí XLR4 (levý a pravý kanál, mono mikrofon a stínění).
Konektory XLR jsou ideální pro použití u kondenzátorových mikrofonů, neboť jsou schopné přenášet fantomové napájení nezbytné pro jejich funkci. Kvůli technickým limitacím však nejsou vhodné pro použití s vyšším proudem, a tak jsou v těchto aplikacích nahrazovány konektory powerCON a speakON. Přesto jsou XLR někdy využívány k přenosu malého množství stejnosměrného proudu, například pro nabíjení elektrokol.
XLR je standardním konektorem pro přenos digitálního zvuku pomocí standardu AES3.
Dle standardu AES14 musí být vedení zapojeno vždy tak, aby byl výstup signálu na samčím konektoru. To však platí pouze pro přenos audio signálu – při použití XLR pro napájení jsou pohlaví konektorů obrácena, aby se eliminovalo riziko kontaktu s odhalenými vodiči.